# Atom Heart Mother (brano musicale)
Atom Heart Mother è una suite musicale in sei parti, di quasi 24 minuti, scritta dai Pink Floyd e Ron Geesin, un compositore d'avanguardia; occupa l'intera prima facciata dell'omonimo album in vinile del 1970.

## Storia
Il gruppo iniziò a lavorare al brano, provvisoriamente intitolato Untitled Epic, nel novembre del 1969, per presentarlo come brano da provare nel loro imminente tour. Il tema principale fu elaborato da Gilmour e indicato come Theme from an Imaginary Western, perché gli ricordava la colonna sonora del film I magnifici sette. Della stessa opinione era anche Waters. Successivamente varie persone collaborarono con idee diverse alla stesura del pezzo che fu diviso in cinque parti principali, collegate per mezzo di riprese di chitarra, pianoforte o effetti su nastro.
La prima versione del brano, una lunga suite che avrebbe dovuto occupare tutto il primo lato del nuovo album, frutto della collaborazione di tutti i membri del gruppo, venne provata in diversi concerti dal gennaio 1970 con il titolo provvisorio di "The Amazing Pudding"; a marzo il gruppo entrò in studio per inciderla su nastro usando, tra l'altro, un nuovo mixer della EMI. La versione del brano che venne suonato per la prima volta durante un concerto a Cottingham il 17 gennaio 1970 durava circa quindici minuti ed era privo di arrangiamento orchestrale. Qualche giorno dopo, il 23 gennaio 1970, venne rieseguito al Theatre Des Champs-Élysées di Parigi.
Il gruppo ritenne che potesse essere migliorato in tal senso e ai primi di marzo registrò la sezione strumentale della suite, genericamente indicata come "Untitled", con batteria, basso, organo, pianoforte e chitarra elettrica; l'introduzione del brano venne realizzata con l'uso di gong e piatti e alcuni vocalizzi di Gilmour e Wright; quando si arrivò a dover scrivere la partitura per l'orchestra, nessuno dei membri del gruppo reputò di esserne in grado e si decise di chiamare un collaboratore esterno, Ron Geesin, al quale il 6 aprile, prima della partenza del gruppo per gli USA, venne consegnata una copia delle registrazioni; Ron Geesin autonomamente si occupò dell'orchestrazione del brano fornendo le partiture per il coro e l'orchestra. Il primo a conoscerlo fu Nick Mason, che seguiva abitualmente i suoi spettacoli per lo show radiofonico per la BBC di John Peel, Il gruppo gli affidò un nastro (di qualità scadente, trattandosi di parti messe insieme, senza un filo conduttore) e qualche indicazione di massima prima di ripartire per una serie di concerti. Gilmour registrò di nuovo il tema principale, mentre Wright fornì l'idea di base per il coro; Waters e Mason si occuparono degli effetti su nastro.
Al ritorno del gruppo, il 21 maggio 1970 Gilmour e Wright si recarono negli studi di Geesin per discutere del brano e, dal 25 maggio, Geesin iniziò a concretizzare quanto ideato fino a quel momento, in modo da essere pronti per le registrazioni in studio del coro e dell'orchestra previste per il 19 giugno, espandendo alcune melodie estratte dalle registrazioni del brano fornite dal gruppo con interventi personali e trovando nuove soluzioni come, ad esempio, un coro con parole nonsense, imprimendo alla suite il suo personalissimo stile.
All'inizio di maggio Geesin si trovò a scrivere tutta la partitura da solo, non potendo usufruire dell'aiuto di nessuno (a parte Wright, nessuno degli altri Floyd sapeva leggere la musica). La EMI mise a disposizione del compositore la Abbey Road Pops Orchestra, un gruppo di musicisti esperti pagati a ore, utilizzata per lavori di questo tipo. Il gruppo era composto da 1 violoncello, 3 trombe, 3 corni, 3 tromboni, 1 tuba, 2 violini e 2 legni; con loro anche le 22 voci del coro di John Aldiss. Il fatto che i musicisti venissero pagati a ore costituì un problema durante le sedute perché le cose dovevano essere fatte con una certa rapidità. La composizione stessa era un ostacolo a causa dei frequenti cambi di tempo a cui l'orchestra scritturata evidentemente non era abituata. Durante le registrazioni si creò subito un clima difficile e le ultime fasi furono supervisionate da John Aldiss, che prese il posto di un Geesin molto provato. Nonostante le difficoltà il brano fu terminato verso giugno e definitivamente mixato a luglio dopo essere stato eseguito anche dal vivo al Festival di Bath. L'edizione americana dell'album presenta un missaggio differente dei brani.
A giugno il gruppo lavorò in studio sulla base originale modificando quanto registrato in aprile ad esempio eliminando i vocalizzi di Gilmour e Wright in modo da sostituirli con la registrazione del coro; il 19 giugno venne registrata la parte orchestrale con dieci fiati e un violoncello; venne poi registrato il coro diretto da John Alldis. Quando il brano fu completato, venne eseguito dal vivo con un'orchestra diretta dallo stesso Alldis al Festival di Bath che venne registrata dal vivo il 16 luglio e trasmessa dalla BBC Radio 1 nel programma “In concert” di John Peel, che la presentò come “The Atom Heart Mother”.

## Titolo
Il brano una volta completato e registrato era ancora però privo di un titolo definito e quindi il produttore esecutivo O’Rourke chiese a Geesin di proporne qualcuno da dare alle diverse sezioni che costituivano la suite e questi fornì diverse proposte che vennero poi accettate dal gruppo:
- Father’s Shout (2:52; “Il grido del padre”, riferito al pianista jazz Earl Hines di cui Geesin era appassionato)
- Breast Milky (2:30; “Latte materno”)
- Mother Fore (4:49; “Madre alla ribalta”)
- Funky Dung (4:45; “Sterco funky”)
- Mind Your Throats Please (4:15; “Pensa alla tua gola, per favore”)
- Remergence (4:32; “Riemersione”).

## Esecuzioni dal vivo
Nel giugno 2008 la suite è stata nuovamente suonata dal vivo con coro e orchestra nell'ambito del Chelsea Festival. L'evento si è tenuto alla Cadogan Hall, a Londra, con la partecipazione di Ron Geesin, Caroline Dale, la band italiana dei MUN (Andre Beghi alla batteria, Nadir Morelli al basso, Federico Maremmi alla chitarra, Emanuele Borgi all'organo Hammond) e l'intervento straordinario di David Gilmour. In ottobre la suite è stata nuovamente proposta a Firenze, alla Galleria degli Uffizi, in versione per trio, con Ron Geesin al pianoforte, Caroline Dale al violoncello e Federico Maremmi alla chitarra acustica e Lap Steel.

## Descrizione
Secondo il giornalista e critico musicale tedesco Raoul Hoffmann (Zoom-Boom. Die elektrische Rock-und Pop Musik, München, DTV, 1974, pag. 144), Atom Heart Mother è strutturata come una rock-symphony in mi minore, i cui sei movimenti sono collegati senza soluzione di continuità. Formalmente hanno una costruzione ciclica, nel senso che alla fine di ciascuno di essi si ritorna al punto iniziale. Si può individuare una prima parte che è formata da tre temi («Father's Shout», «Breast Milky» e «Mother Fore»), configurati alla maniera di una passacaglia: ciò vuol dire che la base armonica si ripete secondo una sorta di modo «ostinato». Né bisogna sottovalutare il continuo aumento dell'intensità sonora, procedimento dinamico che si ripete in ogni tema.
Il primo complesso tematico è palesemente di stampo classicistico, come provano l'intonazione dei fiati, il fraseggio del violoncello e il coro con voci educate. Alla tematica in mi minore fa poi riscontro la parte in modo maggiore, con accordi che hanno in comune uno stesso intervallo di terza (sono terzverwandt), particolarmente nella parte denominata «Funky Dung». Qui non abbiamo soltanto un contrasto di tipo tonale, ma riscontriamo anche una sorta di rock feeling che vi si sviluppa lentamente. I musicisti poi improvvisano con i mezzi creativi desunti dalla musica rock elettronica, usando wah-wah e distorsore. Si può poi individuare una seconda parte, a partire dalla citata «Funky Dung», in cui si verifica una sintesi di suoni elettronici con i temi in mi minore della prima parte. Da questo collage sonoro emergono di nuovo i temi della prima parte nella loro forma originaria, fino a costituire la terza e conclusiva parte. Questa termina, dopo una coda che sterza in regimi atonali, in una melodia in mi maggiore in posizione di terza (Terzlage).

### Divisione interna della suite
- a: Father's Shout (0:00 - 2:52)

L'introduzione con i corni balbettanti è opera di Geesin e lo stesso Gilmour, che volevano qualcosa di forte per colpire il pubblico e introdurlo nell'atmosfera del disco. Il tema principale è stato composto da Gilmour, mentre il titolo della sezione è opera dello stesso Geesin, in omaggio al suo pianista preferito, Earl Hines, soprannominato Father.
Giocando con lo spettro sonoro i fiati subentrano in crescendo, salendo di tono e di intensità, sono note spezzate che cercano l'accordo finché entrano le tastiere e le percussioni. Rombo di motore e cavalli al galoppo, esplosioni, poi di nuovo sul canale destro il rombo di una moto, fino a quando le tastiere non finiscono per introdurre la chitarra slide di Gilmour, ennesima variazione sul tema principale.
- b: Breast Milky (2:52 - 5:23)

La chitarra scompare e inizia un duetto tra organo e violoncello prima che con un lento fade in entrino anche gli altri strumenti. Anche questo caso il titolo fu scelto da Geesin.
- c: Mother Fore (5:23 - 10:12)

In questa sezione si può ascoltare il sapiente lavoro di Geesin volto a creare una certa dinamicità all'interno del brano, il suo sforzo per far duettare strumenti classici ed elettrici (peraltro incisi in momenti diversi). La musica assume un tono quasi jazzato. Gli accordi di questa parte sono opera di Gilmour, in seguito elaborati di Wright il quale ha realizzato la sezione corale a sua volta influenzato da Henry Purcell (1659 – 1695, compositore inglese). Dei Floyd era l'unico ad interessarsi di jazz, musica classica, e d'avanguardia: Berlioz, Mahler, Bruckner, Carl Orff, Aaron Copland e altri.
- d: Funky Dung (10:12 - 14:50)

Titolo originale di questa parte, opera sempre di Geesin, era Split Knees, cambiato all'ultimo momento dal gruppo per creare riferimenti all'interno dell'album (Concime Funky, perché il pezzo aveva un andamento funky).
La melodia di base è una variante di un brano sperimentato dal gruppo già nelle sedute di registrazione di Zabriskie Point.
- e: Mind Your Throats Please (14:50 - 18:00)

Riparte da poche note l'armonia principale, che gioca come sempre sullo spettro d'ascolto; il collage sonoro, che ricorda Revolution 9 dei Beatles, è opera di Mason e Waters. L'ispirazione proviene sempre dalla colonna sonora The Body in cui c'era un collage sonoro che riguardava l'esofago e la bocca. In questa sezione compare per la prima volta un piano amplificato per mezzo di altoparlanti Leslie, esperimento ripetuto poi su Echoes nell'album Meddle.
- f: Remergence (18:00 - 23:43)

Parte finale in cui con crescendo alternato tutti i fili delle precedenti melodie vengono al pettine fondendosi in un'unica grande ripresa. Geesin la riteneva la parte migliore, anche perché proponeva una nuova melodia di sua creazione.

## Formazione
Pink Floyd
- Richard Wright: Piano, Mellotron, organo Hammond, orchestrazione
- Roger Waters: voce, chitarra ritmica, basso elettrico, collage effetti su nastro
- David Gilmour: chitarra elettrica e acustica, cori
- Nick Mason: batteria, percussioni, collage nastri

Musicisti aggiuntivi
- Ron Geesin: orchestrazione, partitura
- Abbey Road Session Pops Orchestra: ottoni e sezioni orchestrali
- John Aldiss: orchestrazione cori

Tecnici suono
- Peter Bown
- Alan Parsons

## Nei media
Stanley Kubrick chiese di poter usare questa traccia per il suo film Arancia meccanica (A Clockwork Orange), ma i Pink Floyd negarono il permesso mentre lo concessero a  La macchinazione di David Grieco per la stima che nutrivano verso  Pier Paolo Pasolini.
Negli anni settanta la RAI ha utilizzato molti brani dei Pink Floyd, per sigle e colonne sonore. Contemporanea all'uscita del brano, la traccia Breast Milky accompagna due sketch di Carosello, il primo per una celebre marca di detersivi (che si avvaleva di sequenze psichedeliche) e per una di acque minerali.